# Đèn hơi thủy ngân
Đèn hơi thủy ngân là một loại bóng đèn phóng điện sử dụng một hồ quang điện qua thủy ngân bốc hơi để tạo ra ánh sáng. Ống phóng điện thường được giới hạn trong một ống hồ quang thạch anh nóng chảy nhỏ gắn kết trong một bóng đèn thủy tinh borosilicate lớn hơn. Bóng đèn bên ngoài có thể trong hoặc phủ một chất phosphor; Trong cả hai trường hợp, bóng đèn bên ngoài cung cấp cách nhiệt, bảo vệ khỏi tia cực tím mà ánh sáng phát ra, và một bộ phận lắp thuận tiện cho ống hồ quang thạch anh nóng chảy.
Các bóng hơi thủy ngân có hiệu suất năng lượng cao hơn đèn huỳnh quang và sáng huỳnh quang với hiệu suất sáng từ 35 đến 65 lumen / watt. Lợi thế khác của chúng là tuổi thọ bóng dài trong khoảng 24.000 giờ và cường độ ánh sáng trắng cao, cường độ sáng cao. Vì những lý do này, chúng được sử dụng cho chiếu sáng trên không diện rộng ở các nhà máy, nhà kho, sân thể thao cũng như đèn đường. Rõ ràng đèn thủy ngân tạo ra ánh sáng trắng với màu xanh hơi xanh nhờ sự kết hợp của các đường quang phổ. Đây không phải là tâng bốc với màu da của con người, do đó, đèn như vậy thường không được sử dụng trong các cửa hàng bán lẻ.  Các bóng đèn thủy tinh đã chỉnh sửa màu sắc khắc phục vấn đề này bằng một chất phosphor bên trong bóng đèn bên ngoài phát ra ánh sáng trắng. Chúng cung cấp sự biểu hiện màu sắc tốt hơn so với đèn hơi natri hiệu suất cao hoặc áp suất thấp.